# Grandisonia sechellensis
Grandisonia sechellensis é uma espécie de anfíbio gimnofiono da família Caeciliidae, nativo das Seychelles.
Grandisonia diminutiva é considerada um sinónimo de G. sechelensis por algumas fontes, enquanto outras ainda a consideram um sínónimo de Grandisonia larvata.